# کارل-اریک پالمر
کارل-اریک پالمر (سوئدی: Karl-Erik Palmér; ۱۷ آوریل ۱۹۲۹ – ۲ فوریهٔ ۲۰۱۵) بازیکن فوتبال اهل سوئد بود.
از باشگاه‌هایی که در آن بازی کرده‌است می‌توان به باشگاه فوتبال مالمو و باشگاه فوتبال یوونتوس اشاره کرد.
وی همچنین در تیم ملی فوتبال سوئد بازی کرده‌است.